# Zosterops murphyi
Zosterops murphyi е вид птица от семейство Zosteropidae.

## Разпространение
Видът е разпространен в Соломоновите острови.